# Liste der denkmalgeschützten Objekte in Buch (Vorarlberg)
Die Liste der denkmalgeschützten Objekte in Buch enthält die denkmalgeschützten, unbeweglichen Objekte der Vorarlberger Gemeinde Buch.

## Denkmäler
| Foto |                 | Denkmal                                                                | Standort                     | Beschreibung | Metadaten |
| ---- | --------------- | ---------------------------------------------------------------------- | ---------------------------- | --- | --- |
| ja   | Datei hochladen | Pfarrhof HERIS-ID: 31277 Objekt-ID: 28217                              | Heimen 54 Standort KG: Buch  | | BDA-Hist.: Q37941334 Status: Bescheid Stand der BDA-Liste: 2025-06-30 Name: Pfarrhof GstNr.: .7                                                                      |
| ja   | Datei hochladen | Volksschule HERIS-ID: 4506 Objekt-ID: 351                              | Heimen 67a Standort KG: Buch | | BDA-Hist.: Q37969267 Status: § 2a Stand der BDA-Liste: 2025-06-30 Name: Rathaus/Gemeindeamt, Volksschule GstNr.: 18/2                                                |
| ja   | Datei hochladen | Kath. Pfarrkirche hll. Petrus und Paulus HERIS-ID: 4504 Objekt-ID: 349 | Standort KG: Buch            | 1794 wurde die Kirche neu erbaut und 1869 verlängert und 1875 geweiht. Der klassizistische Bau mit einem eingezogenen Chor mit Dreiachtelschluss unter einem gemeinsamen Satteldach hat einen Nordturm und einen angeschlossenen Friedhof. | BDA-Hist.: Q23541610 Status: § 2a Stand der BDA-Liste: 2025-06-30 Name: Kath. Pfarrkirche hll. Petrus und Paulus GstNr.: 1 Pfarrkirche Hll. Petrus und Paulus (Buch) |